# Nasr ad-Din (Lamtuna)
 (mars 2020).
Si vous disposez d'ouvrages ou d'articles de référence ou si vous connaissez des sites web de qualité traitant du thème abordé ici, merci de compléter l'article en donnant les références utiles à sa vérifiabilité et en les liant à la section « Notes et références ».
 (juin 2022).
- Si vous ne connaissez pas le sujet, laissez ce bandeau (vous pouvez alors contacter les auteurs).
- Si vous supprimez le contenu mis en cause (vous pouvez préalablement contacter les auteurs),

argumentez précisément cette suppression dans la page de discussion
(un manque de référence n'est pas un argument ; une recherche réelle de référence doit avoir été effectuée, être formellement documentée).
Nasr Al Din (mort vers 1650), de son vrai nom Abu Bakr, également connu sous le nom d'Abehom ben Abhour, était un imam et marabout d'origine Lemtouna, descendant des Amazigh du groupe Sanhaja descendus vers le Sud avec Abu Bakr Ibn Umar, l'un des initiateurs du mouvement Almoravide. Chekh Sidia donne ainsi sa filiation : Abehom fils de d' Atjfara Mohand, fils de de Yaqoub, fils de Kedam, fils de Atjfagah Mohand, fils de Yahia, fils de Mohand Amrar, ancêtres des oulad Diman.
Il était quelqu'un de charitable et gentil et un marabout instruits et pieux ; il avait une belle femme mais avait rarement des relations, car il était toujours occupé dans la prière. Son mysticisme a rapidement attiré l'attention de tous et il a acquis une réputation de saint homme. Il était considéré au même niveau que l'alfaqi le plus notable de son temps, Abu Mohammed Abd Allah de Chingueti. Quelques miracles lui furent attribués ; ses partisans fanatiques (télamides)[Quoi ?] et il s'appelait Sidn a (notre maître) et imamna (notre pontife), le plus religieux de Mohi-ed Din, Moqim el-Din (l'apôtre de la religion) et Nasr Al Din(Défenseur de Religion), qui a finalement prévalu.

À cette époque les Tenguella du Royaume Denanke avaient ravagé la région et celle-ci n'avait pas de gouvernement. Il fut donc proclamé Imam ou Chef religieux et politique sous un Acacia du désert ; il a choisi un conseil de notables parmi les familles les plus influentes des familles Tachomcha, dont ses frères Munir Al-Din et Homein et son vizir Abhom ben Hamed (ci après Qadi othman). La première chose qu'il fit fut de donner une instructions militaire aux bergers, aux Tolba ou disciples de l'imam, et ils s’entraînèrent en razziant le territoire Denanke gouverné par les Tenguella et secoururent de nombreuses femmes et enfants Zaouïas qui avaient été capturé lors de razzia noirs précédents. Al-Nahoui des Id Yelba( Brakna) a conquis une partie du Fouta-Toro et reçu la commande. Al-Fadel, Fils d'Abu ladel, bien qu'aveugle, s'empara du Djolof, Sourang un grand lettré local ayant dirigé les combats y fut nommé gouverneur ou burr julitt-qui veut dire "Vice roi des musulmans" en wolof. Le Cayor revient à Ndiaye Silla, un Wolof au Service des Maures et la province de Rebb( Niani Ouli) à Abiboula Silla un autre Wolof ; tous deux ont été nommées Gouverneurs des pays conquis.
Le chemin est ensuite conquis sous al-Fadel ben Mohammed Al-Kouri, aidé par Hamed ben El-Amin et les Ida Ou El-hadj. La bataille décisive entre les troupes Maures et Tengella a eu lieu près du fleuve Sénégal à Obakh entre Dagana et Richard Toll. Les Maures donnèrent au Sultan ennemi le nom de Bou Regruigqi ordonna à son général de faire des préparatifs ; ce général semble avoir été soudoyé par les Maures, à l'aube les Maures ont complètement vaincu les Tenguellas et le Sultan est mort, le gouvernement du territoire fut confié au Grand Vizir Qadi Othman, à un natif de Ksour de Guennar ou de la rive droite, mais bientôt le peuple put choisir son souverain, qui fut Antaï Sar, le beau frère d'Hemmar Fal et de Bou Diengara, une famille qui a dirigé pendant un certain temps les noirs sédentaires de Chemana. Son père Hemmar Fal était un disciple de Mostafa Ould Maham Saïd oncle paternel de Mohamed Al-Yadali, des Oulad Diman-Ida Oudeï Nasr Al Din n'a pas aimé l' élection, prophétisant que ceux qui l'avaient choisi mourraient de ses mains.
Guerre Babbah: à cette époque les Hassanides étaient gouvernés par Haddi, fils d'Hamed ben Daman et de ses frères et oncles et ils assistaient avec inquiétude à la montée en puissance des zenoya ou zouaiya. À leur instigation, un notable Tachedbit nommé Babbah refusa de payer la taxe religieuse ou zakat, et lorsqu'il fut menacé de force, le Tachedbit demanda de l'aide à Haddi, qui était prêt et avec ses bandes. Oulad Abhoum prit d'assaut la caravane du cadet collecteur Sidi-al Hassan ben-al Qadi et la pilla, prenant des chameaux et des chèvres et faisant quelques prisonniers. La Zaouïa a voulu éviter la confrontation et a envoyé une délégation sans succès sous la pression de Mahmoud ben Abella. La guerre était inévitable et prit le nom de Babbah (Cherr Babbah ou guerre de Babbah).
Les Zaouïas des Oulad Rizg, des zenagues (affluents) et de leurs propres captifs et esclaves, et des contingent de noirs recrutés au Sénégal, mais ils étaient pacifistes et quelque peu divisés, tant à l'intérieur qu'avec certains groupes : Ida ou Ali de l'Adrar et du Chingeti, ne les soutenait pas et le Tachedbit ne s'est pas caché d'être du côté des Hassanides ; les miracles en revanche étaient bien compactés: tous les descendants de Terrouz et sa famille, les sept fils de Daman, les affluents correspondant, client, esclaves et de surcroît étaient des guerriers expérimentés ; ils avaient aussi le soutien des Braknes.
Nasr Al Din était notamment connu pour avoir combattu la Traite impie des Négriers européens du comptoir de Saint Louis du Sénégal.

## Le prosélytisme de Nasr al-Din lesanhadjite
Un savant Zawaya, né Ashfaga mais aussi connu sous le nom de Awbek, a commencé à prendre de l’importance au sein de la Zawaya, pour finalement être connu par son titre, « Nasr ad-Din ».
Nasr avait commencé sa prédication en appelant à la repentance, avant que son mouvement ne s'élargisse, passant de sa tribu, les Banu Dayman, à l'ensemble de la société Zawaya. Nasr al-din a commencé à appeler à former un État religieux, guidé par l'islam, un état au-dessus des tensions tribales et ethniques et ressemblant à la société idéale du début du califat.
Nasr a de nombreux titres auto-désignés, tels que Sayyiduna (notre maître), Imamund (notre Imam), et Mushi al-Din (celui qui propage la foi), avant de se fixer sur Nasir al-Din (protecteur de la foi) . Nasr a exigé la loyauté de tous les Zawaya, forçant chaque leader Zawaya à lui jurer allégeance.
Son gouvernement était composé de lui-même, un vizir, et 4 de Qadi (juge), et il s’était lui-même chargé de l’application de l’ordre chez les peuples de Bilad Sudan, connu sous le nom de Qibla.
Nasr a lui-même fixé les objectifs de la lutte contre ceux qui négligeaient l'islam et les musulmans opprimés, unir les divers groupes ethniques de la région sans distinction ethnique et dans un seul État, et la création d’un nouvel ordre et « divinement guidée ».